# Harold McMunn
Harold Edgar McMunn (6 oktober 1902 - Winnipeg, 5 februari 1964) was een Canadese ijshockeyspeler. McMunn werd kort voor de Olympische Winterspelen van 1924 aan de ploeg van de Toronto Granites  toegevoegd. McMunn won met zijn ploeggenoten de gouden medaille. 